# Spencer Street
Spencer Street is een straat in Melbourne, Australië. De straat loopt van noord naar zuid door Melbourne. Het is de meest westelijke straat van het Hoddle Grid in het zakendistrict van Melbourne. De straat is vernoemd naar John Spencer. Het noordelijke deel van de straat maakt een bocht naar het westen en eindigt bij Dryburgh Street. Het zuidelijke deel gaat vanaf het kruispunt met Flinders Street de Spencer Street Bridge over om over te gaan in Clarendon Street.

## Overzicht
Spencer Street behoort tot de eerste locaties met bebouwing in de plaats die zou uitgroeien tot de stad Melbourne. John Batman, een van de stichters van Melbourne, had zijn huis gebouwd op Batman's Hill waarlangs later de straat Spencer Street zou lopen. Aan Flinders Street, tussen de kruispunten met King Street en Spencer Street, ligt Batman Park, eveneens vernoemd naar John Batman.
Enkele bekende plekken aan Spencer Street zijn Southern Cross Station (op de hoek met Collins Street) en HM Melbourne Assessment Prison. Aan Spencer Street stond van 1892 tot 2008 ook de elektriciteitscentrale Spencer Street Power Station. Ook het voormalige Melbourne Mail Exchange bevond zich aan Spencer Street.
Op de hoek met Flinders Street staat ook het Sir Charles Hotham Hotel dat gebouwd is door architect William Pitt.

## Foto's

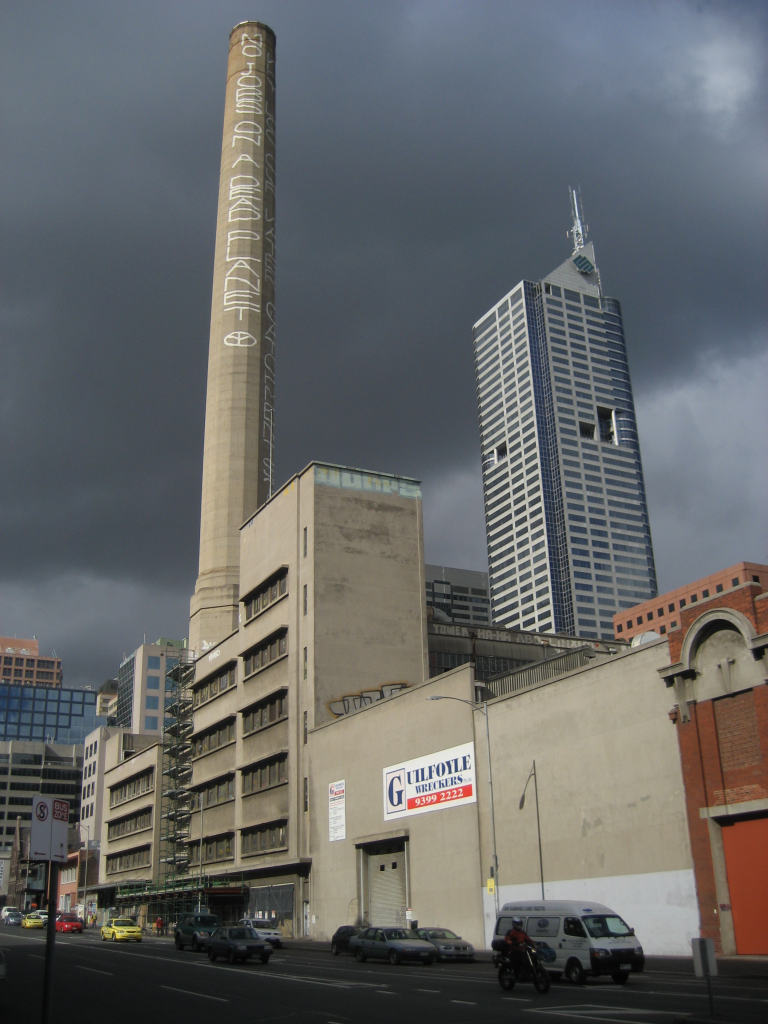
Spencer Street Power Station.
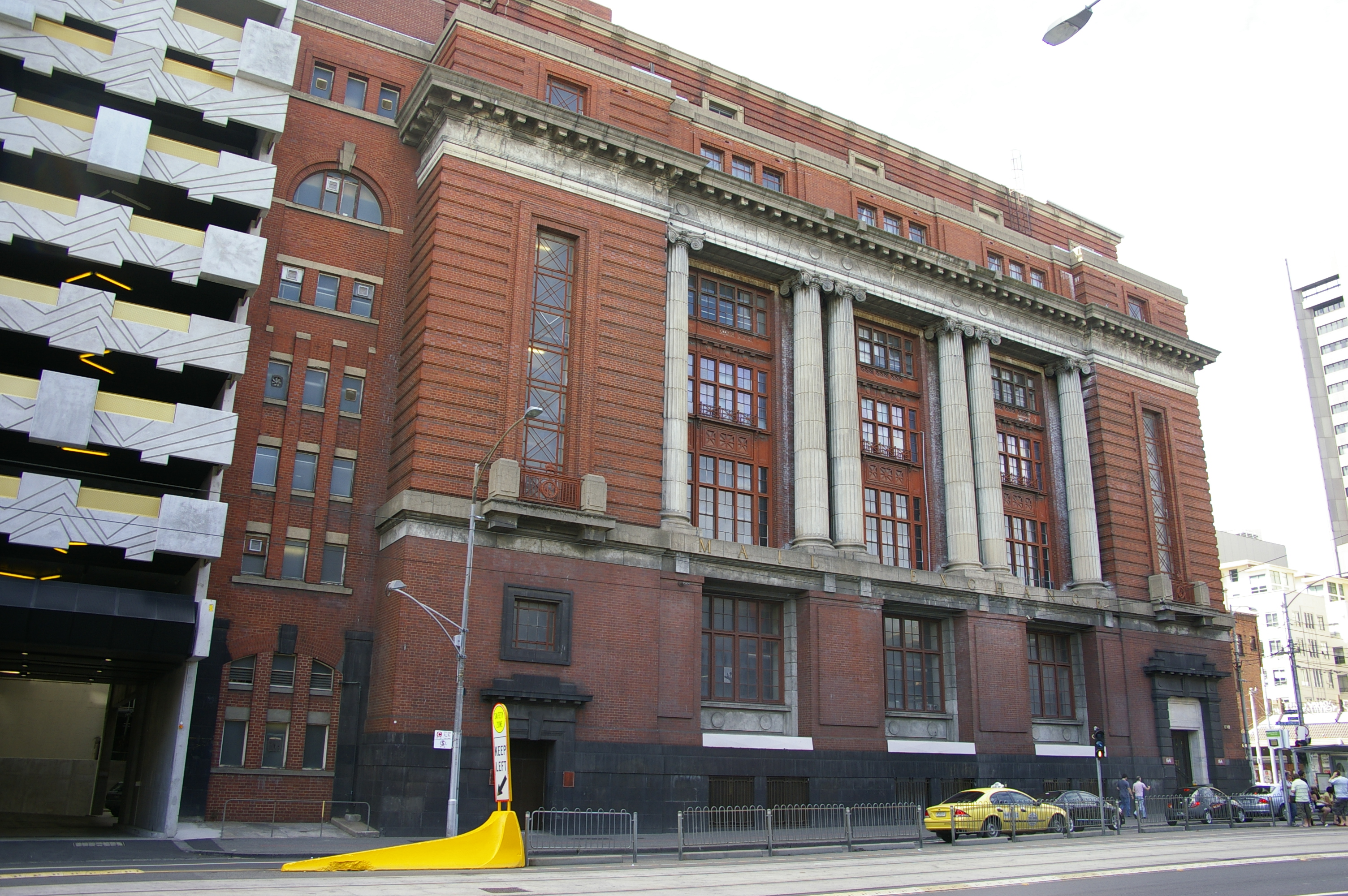
Melbourne Mail Exchange.